# Fierd

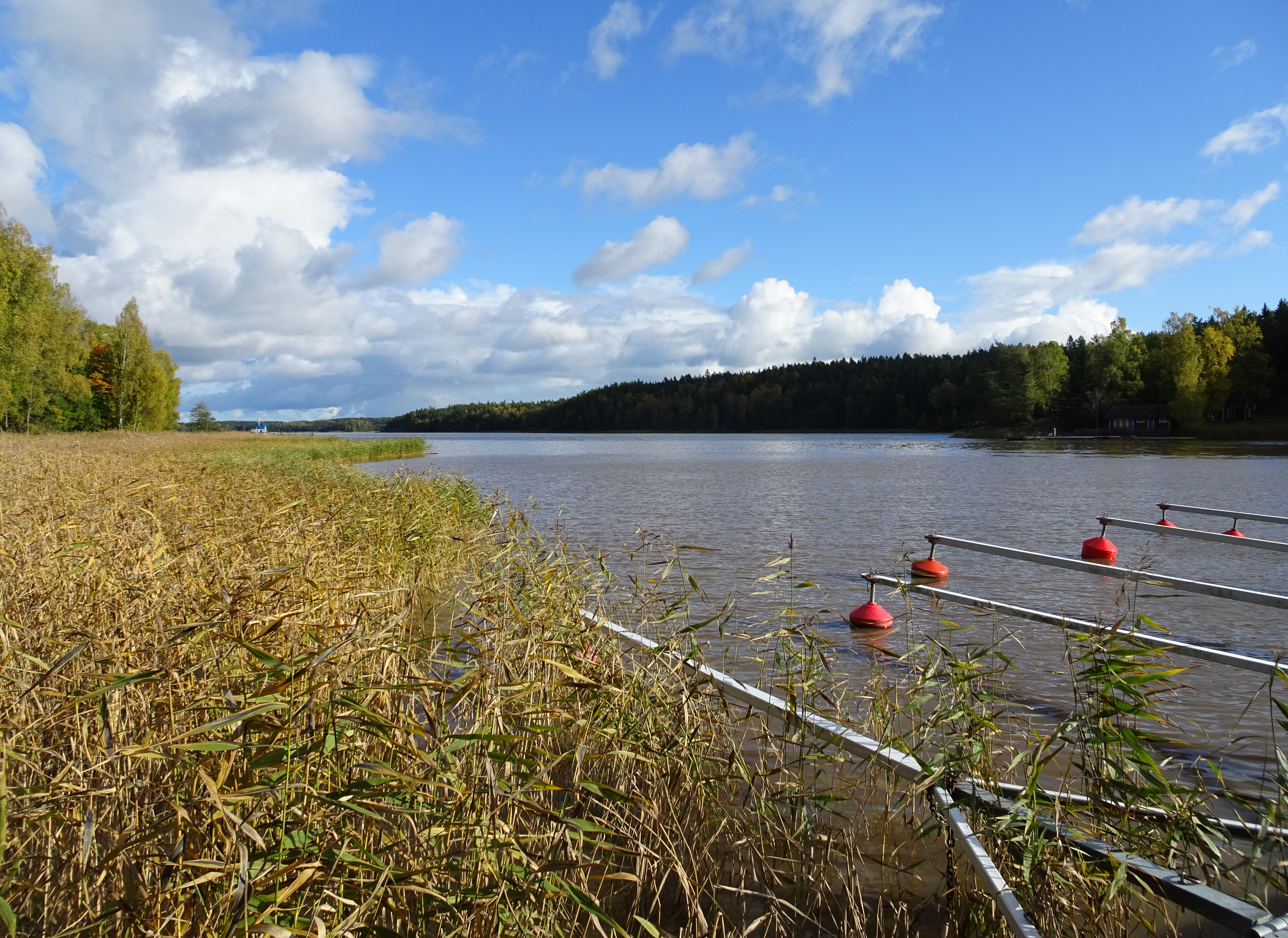
Fierd Blista w Szwecji

Fierd, fiard, fjärd (od szw. fjärd) – wąska zatoka morska powstała przez zalanie doliny lodowcowej na obszarze nizinnym.
Mają podobną genezę jak fiordy, różnią się jednak od nich mniejszą głębokością, długością oraz mniej pionowymi zboczami. Fierdy występują powszechnie u wybrzeży Danii i Niemiec (w rejonie Szlezwik-Holsztynu). Występują także w Szwecji, Finlandii i Rosji.